# L'oro di Mosè
L'oro di Mosè è un romanzo giallo dello scrittore Franco Scaglia edito nel 2006. È l'ultimo libro della trilogia composta dai volumi Il gabbiano di sale e Il custode dell'acqua.

## Trama
Protagonista e ambientazione sono i medesimi dei precedenti volumi.
Nel corso di uno scavo in una grotta di Betania, il villaggio sul fiume Giordano dove fu battezzato Gesù, padre Matteo, protagonista della trilogia, scopre una serie di scheletri affiancati che portano al collo un collare di ferro simile a quello degli schiavi, ornato da oscure incisioni. All'inizio Matteo, preso dai molti compiti del suo ruolo di Custode e preoccupato per l'insorgere di una serie di malesseri che gli procurano forti dolori, e che si riveleranno per i primi sintomi del morbo di Burger, sottovaluta la scoperta. Ma quando padre Vidigal gli rivela che le incisioni rappresentano lo stemma di Federico II, e attorno a lui cominciano a verificarsi strani fatti, Matteo capisce di aver messo le mani su qualcosa che scotta.

## Critica
Il libro è stato discretamente apprezzato dalla critica. L'evoluzione psicologiaca del personaggio è ben delineata, in quanto, rispetto ai precedenti libri, padre Matteo appare più disilluso e disinteressato rispetto ai misteri che gli vengono proposti. Ciò si ripercuote anche sull'andamento della trama, in quanto ci si concentra prevalentemente sulla vicenda intima del protagonista rispetto agli eventi particolari che gli avvengono intorno. L'unica pecca riscontrata da alcuni critici pare essere una leggere mancanza di atmosfera che renda il racconto carico del fascino del mistero.